# Кері Ґрейвз
Кері Ґрейвз (англ. Carie Graves, 27 червня 1953 — 19 грудня 2021) — американська академічна веслувальниця.
Олімпійська чемпіонка 1984 року в складі вісімки, бронзова призерка 1976 року в складі вісімки.
Срібна призерка Чемпіонату світу 1975 року в складі вісімки.